# Gants épiscopaux
Les gants épiscopaux ou chirothèques sont un vêtement liturgique qu'utilisaient les évêques, les cardinaux et certains abbés de l'Église latine,. Les chrétiens orientaux n'en ont jamais fait usage, et les vêtements grecs qui correspondent aux gants latins sont les manchettes (ἐπιμανίκια), qui cachent les extrémités des manches.

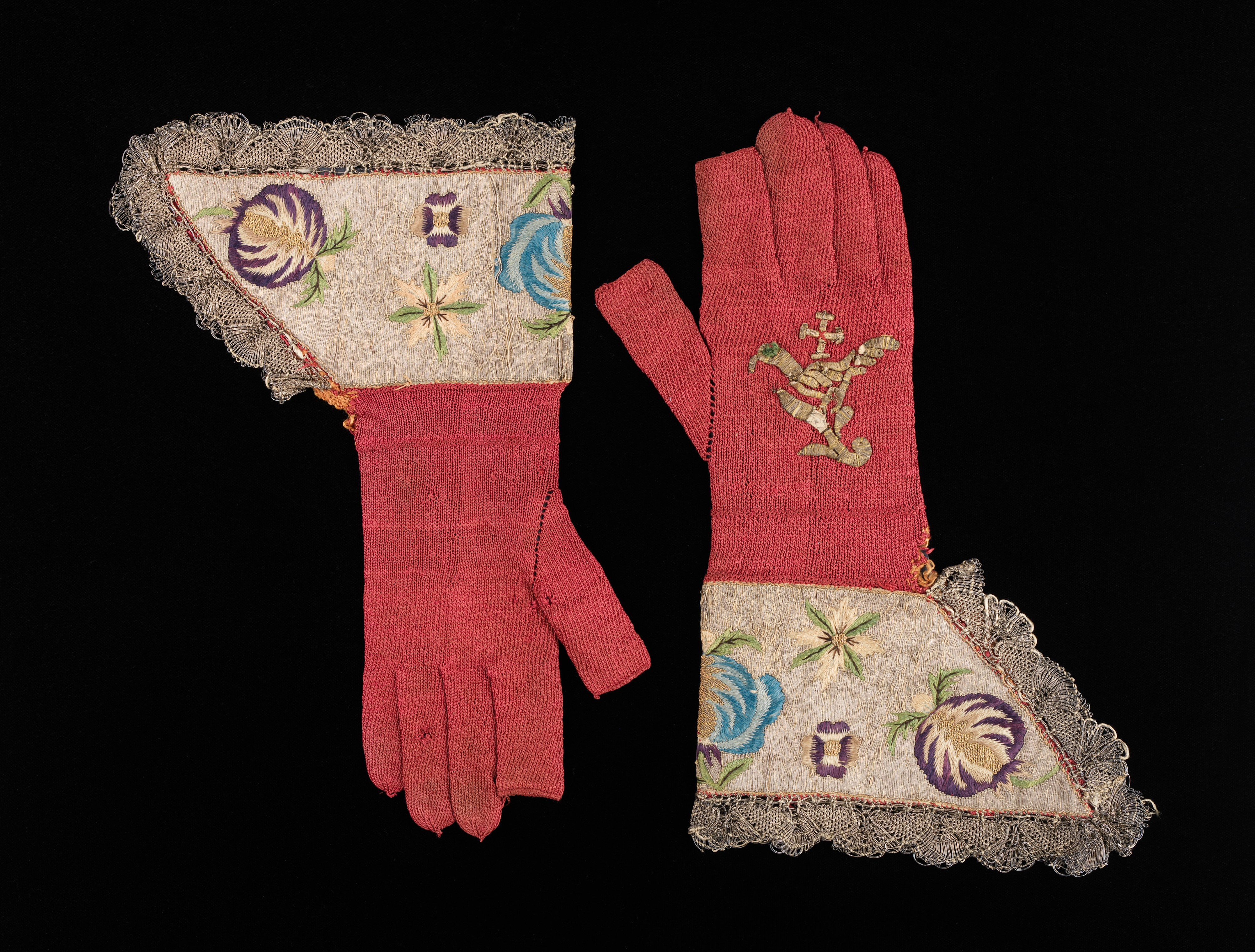
Gants épiscopaux datant du 1er quart du XVIIe siècle

Porter des gants dans la liturgie est « un usage inconnu aux anciens ». Mais ils furent utilisés à Rome à partir du Xe siècle, ayant leur origine en Francie, et en 1070 le privilège de les utiliser fut accordé à l'abbé de Pavie. Avant le XIe siècle les auteurs qui énumèrent les ornements sacrés des évêques ne mentionnent pas les gants.
Avant la constitution apostolique Pontificalis romani du 18 juin 1968, à la fin de la messe de l'ordination d'un évêque, après l'« Ite missa est » et la bénédiction, avant le « dernier évangile », le consécrateur remet au nouvel évêque la mitre et les gants.
L'instruction Pontificales ritus du 21 juin 1968 sur la simplification des rites et des insignes pontificaux mentionne encore les gants, en les traitant comme facultatifs : « L’évêque peut employer à son gré […] les gants, qu’il peut, à son gré, porter toujours de couleur blanche ».
Le nouveau rite d'ordination épiscopale promulgué par la constitution apostolique Pontificalis romani du 18 juin 1968 ne prévoit plus l'emploi de gants. Et dans le cérémonial des évêques de 1984 les gants ne sont plus indiqués parmi les vêtements et insignes pontificaux.
L'usage du Pontifical romain et du cérémonial des évêques en vigueur en 1962 est permis maintenant aux seuls instituts de vie consacrées et sociétés de vie apostolique qui dépendent de la commission pontificale Ecclesia Dei ainsi que ceux dans lesquels se maintient l’usage des livres liturgiques de la « forme extraordinaire ».
Selon ces livres liturgiques l'évêque porte les gants lors de la messe pontificale. Avant de commencer la messe il les prend, en recevant celui de la main droite du diacre et celui de la main gauche du sous-diacre. Il les quitte après avoir récité l'antiphon de l'offertoire et ne les reprend qu'après le dernier lavement des mains qui précède la postcommunion.
Tricotés en soie ou cousus à la machine, les gants correspondaient à la couleur liturgique de la messe, mais pas en noir, parce qu'il n'étaient pas employés lors du Vendredi saint et lors de la messe de requiem. Souvent ils étaient ornés sur le dos d'une broderie ou d'une plaque de métal ouvragée, qui représentaient la main de Dieu, l'agneau de Dieu, la croix, les saints, etc.,.